# 安娜保罗娜
安娜保罗娜（荷蘭語：Anna Paulowna）是荷兰北荷兰省的一个旧市镇，人口13999人（2007年）。总面积78.81平方公里。
安娜保罗娜的名字来自威廉二世的俄罗斯王后安娜·帕夫洛芙娜。安娜保罗娜最早为同名的圩田，归宰珀（Zijpe）管辖，后于1870年独立建立城镇。2012年与尼多普（Niedorp）、维灵厄梅尔（Wieringermeer）及维灵恩（Wieringen）一起并入了新设的荷兰克龙（Hollands Kroon）。